# Ricardo Nunes
Ricardo Luís Reis Nunes (São Paulo, 13 de novembro de 1967), é um empresário e político brasileiro. Filiado ao MDB, é o atual prefeito de São Paulo desde 2021. Também já foi vereador e vice-prefeito da cidade.
Ingressou na vida pública se elegendo como vereador da capital paulista pela primeira vez em 2012, se notabilizando por presidir a Comissão Parlamentar de Inquérito que investigou a sonegação de impostos no município, conhecida como CPI da Sonegação Tributária, além de fazer lobby pela anistia a templos religiosos irregulares e de defender pautas conservadoras. Eleito para um segundo mandato em 2016, foi escolhido pelo então prefeito Bruno Covas para integrar sua chapa vitoriosa na eleição municipal de 2020 como seu vice-prefeito. Após a morte de Covas em 16 de maio de 2021, assumiu o cargo de prefeito da cidade, conseguindo se reeleger em 2024. Também preside o Conselho de Desenvolvimento da Região Metropolitana de São Paulo desde 2023.
Além da política, Nunes é empresário e dono de uma empresa de controle de pragas que atua na desinfecção de cargas importadas e exportadas em portos e aeroportos brasileiros.

## Biografia
Concluiu os estudos secundários numa escola pública da Capela do Socorro onde atuou como voluntário.  Ricardo Nunes é casado com Regina e é pai de três filhos (Mayara, Ricardinho e Izabela).
Na esfera empresarial, sua empresa emergiu como uma das líderes do setor no Brasil. Em virtude desse sucesso, foi o fundador da Associação Brasileira das Empresas de Tratamento Fitossanitário (Abrafit) e assumiu o cargo de diretor na Associação Empresarial da Região Sul de São Paulo (AESUL).

### Acusação de ameaça e injúria no âmbito de violência doméstica
Em 2011, Regina Carnovale, esposa de Ricardo Nunes, teria feito um boletim de ocorrência contra o marido acusando-o de ameaças e injúria no âmbito de violência doméstica. O assunto chegou a ser pauta nas eleições de 2020, momento em que ela mudou a versão, dizendo não ter dito a verdade e afirmando não se lembrar de ter feito o boletim de ocorrência. Com a aproximação das eleições de 2024, o assunto voltou a ser questionado, e Nunes afirmou que tal documento é falso. A polícia civil e a SSP, porém, contradisseram o prefeito, afirmando que o documento é real.

## Carreira política

### Vereador de São Paulo (2013 – 2021)
Ricardo Nunes é filiado ao Movimento Democrático Brasileiro. Foi eleito vereador em São Paulo em 2012 e 2016. Enquanto na Câmara Municipal de São Paulo, propôs a criação de um fundo municipal para expansão do metrô e participou de Comissões Parlamentares de Inquérito, entre as quais a dos bancos, em 2019, que investigava a sonegação de impostos sobre serviços (ISS) na capital. Nunes foi um dos críticos da atuação do Tribunal de Contas do Município de São Paulo, participando de discussões pluripartidárias na câmara que visavam aprovar a extinção deste tribunal (considerado por Nunes deficiente) e a transferência de suas atribuições ao Tribunal de Contas do Estado de São Paulo. Em 2016, apoiou a anistia das igrejas em situação irregular durante a lei de zoneamento.

Ganhou notoriedade na mídia por ser ativamente contra a inclusão de temas de sexualidade e gênero no Plano de Educação de São Paulo. Foi também autor de um projeto de lei criando um sistema de transporte aquático na Represa Billings. Proposta que foi executada durante sua gestão, atendendo quase 400 mil moradores da zona sul de São Paulo. A proposta, embora pouco exequível, foi incorporada pela atual gestão, fazendo parte do Plano de Metas.

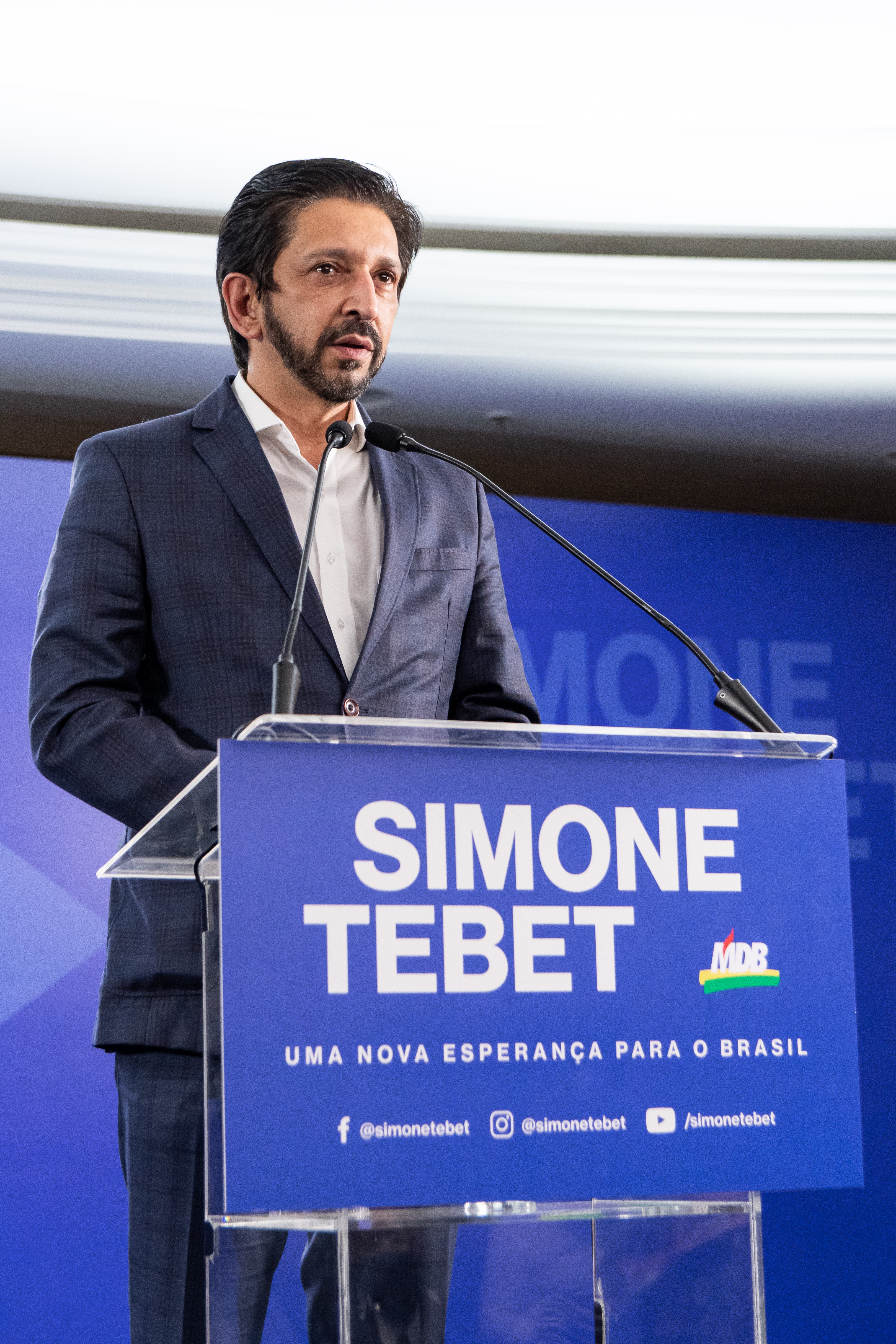
Ricardo Nunes durante o lançamento da pré-candidatura de Simone Tebet à presidência da república em 2021.

### Vice-Prefeito de São Paulo (2021)
Em 2020, estando preparado para candidatar-se a um terceiro mandato como vereador, foi escolhido pelo prefeito Bruno Covas como seu candidato a vice, no âmbito da coalizão entre PSDB, MDB e DEM.
Enquanto vice-prefeito, manteve um perfil discreto, aparecendo publicamente somente na ausência de Bruno Covas. Ricardo Nunes é dito como um "profundo conhecedor das contas do município", por sua participação na Comissão de Finanças na Câmara dos vereadores.

#### Investigação por superfaturamento do aluguel de creches
Neste período, Nunes foi alvo de uma investigação da promotoria do Patrimônio Público e Social do Ministério Público do Estado de São Paulo que apurava indícios de superfaturamento no aluguel de creches privadas que mantinham convênio com a prefeitura. O caso teria ocorrido durante o seu mandato de vereador, e ele teria recebido repasses de empresa investigada no caso da Máfia das creches, afirmando em 2021 que as transferências não eram ilícitas.
No fim de julho de 2024, a PF indiciou 111 pessoas por esquema de desvio de dinheiro de creches em SP e manteve investigação sobre Ricardo Nunes. A chamada "Máfia das creches", de acordo com a PF, teria movimentado cerca de R$ 1,5 bilhão entre 2016 e 2020. Empresas de amigos e da família de Nunes teriam sido beneficiadas com esses repasses e há sinais de que uma das organizações sociais envolvidas tivesse feito pagamentos para a conta pessoal de Nunes. Ele negou irregularidades, e afirmou que pedirá à PF a investigação da contadora que o acusou de desvios.
Em 19 de novembro de 2024, a Justiça Federal autorizou a abertura pela Polícia Federal de um inquérito contra Ricardo Nunes em esquema envolvendo creches conveniadas à Prefeitura de São Paulo, a chamada "máfia das creches".

### Prefeito de São Paulo (2021 - a atualidade)
Em 2 de maio de 2021, assumiu interinamente, por 30 dias, a prefeitura de São Paulo, devido à licença de Covas para tratamento de câncer. Após assumir a prefeitura, noticiou-se que o PSDB buscava filiá-lo ao partido, mas Nunes descartou sair do MDB. Com a morte de Covas em 16 de maio, Nunes assumiu o cargo de prefeito definitivamente, com mandato até 01 de janeiro de 2025. Ao assumir, Nunes afirmou que participou da formação do governo e que seu governo será de "continuidade", referente ao trabalho de Bruno Covas.
Em agosto de 2023, foi eleito presidente do Conselho de Desenvolvimento da Região Metropolitana de São Paulo, comitê que reúne os 39 municípios da Grande São Paulo.
Em pesquisa de avaliação, feita em dezembro de 2023 pelo Instituto Paraná Pesquisas, a gestão de Ricardo Nunes obteve 55,3% de aprovação. Uma pesquisa posterior, em maio de 2024, aumentou o valor para 60,9%. Outra pesquisa, pela RealTime Big Data, em março de 2024, levou a cifra para 43%.
Em 2022, a pesquisa Datafolha mostrava 18% avaliando como ótimo ou bom  44% como regular, 31% como ruim ou péssimo e 6% não opinaram, já em agosto de 2023, 23% avaliavam como ótimo ou bom, 49% como regular, 24% como ruim ou péssimo e 3% não opinaram. Em março de 2024, a mesma pesquisa levou a 29% avaliando em ótimo ou bom, 43% como regular, 24% como ruim ou péssimo e 4% não opinaram. Em maio a aprovação caiu para 26%.
Em janeiro de 2025, uma pesquisa de qualificação popular feita pelo instituto Atlas Intel deixou Nunes na 20ª colocação no ranking de avaliação dos mandatários municipais, de um total de 26 avaliados.

#### Economia e Finanças

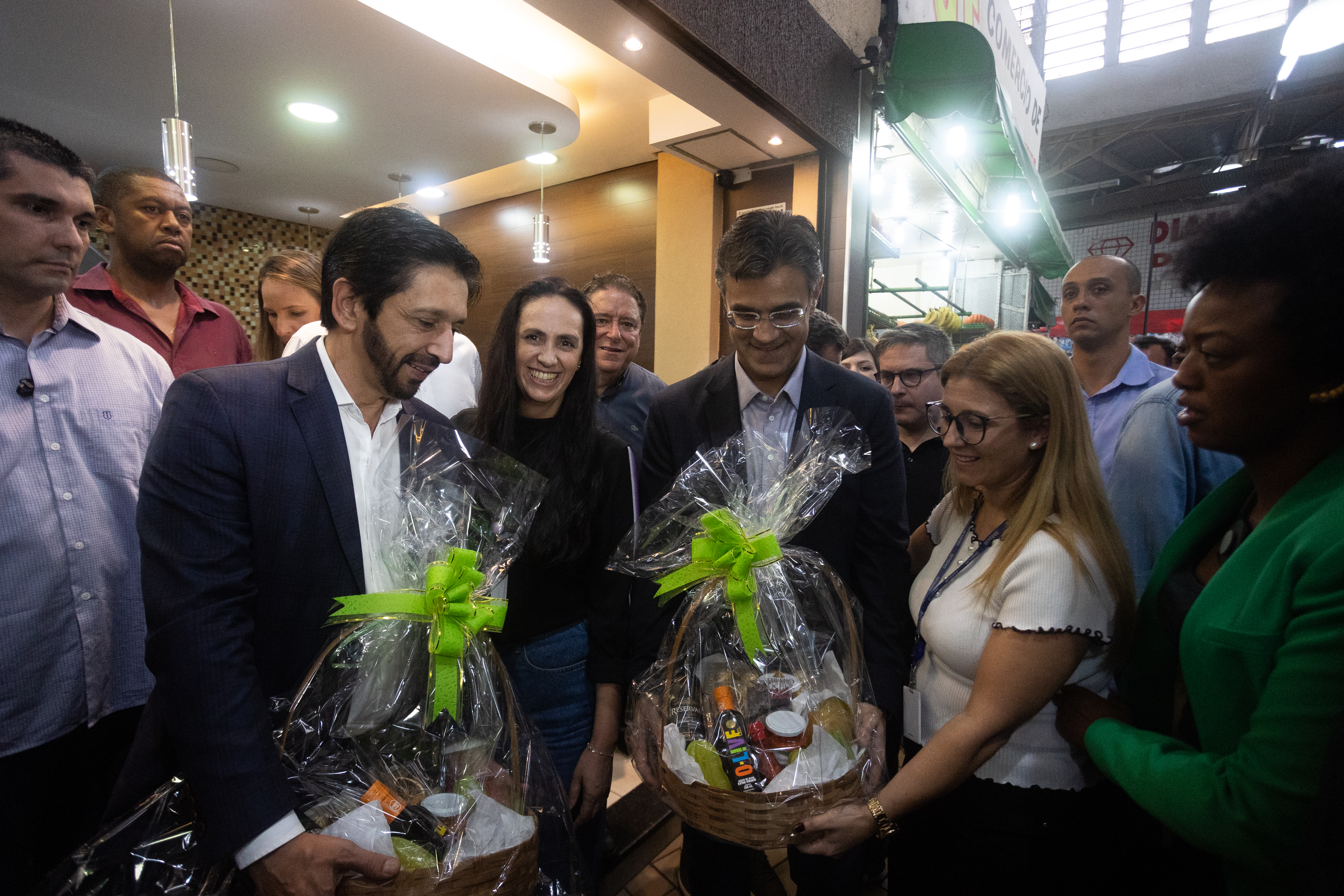
Visita e almoço no Mercadão Municipal da Lapa -

Em 2023, a prefeitura da capital mantinha um caixa positivo de R$ 36,1 bilhões, valor 16% superior ao registrado no mesmo período de 2022. Em 2023, porém, Ricardo Nunes deixou um déficit nas contas públicas municipais de R$ 6,36 bilhões.

##### Investigações, críticas e proposta de CPI sobre a concessão de cemitérios
No começo de 2023, a prefeitura de São Paulo concedeu 22 cemitérios à iniciativa privada por um período de 25 anos. A concessão ocorreu após seis tentativas pela Prefeitura de São Paulo de transferir o serviço à iniciativa privada. Cinco editais foram barrados pelo TCM (Tribunal de Contas do Município), inclusive por causa do risco de concentração de mercado. Já em março a iniciativa foi alvo de crítico por aumentos de até 400% em preços para os que não podiam aproveitar de gratuidade.
Pouco depois, em maio, uma vistoria do TCM de São Paulo identificou entulho, jazigos vandalizados e até portões de casas construídos no muro de cemitérios. Em julho, o Ministério Público abriu investigação para apurar possíveis violações à política de gratuidade em sepultamentos. A situação evoluiu ainda mais em setembro quando parlamentares do PSol protocolaram, uma ação popular para que a gestão Ricardo Nunes  suspenda a exigência do Cadastro Único (CadÚnico) para conceder gratuidade ao sepultamento de famílias de baixa renda. O documento foi protocolado após o MPSP abrir uma ação civil contra a Prefeitura, pela falta de atualização dos dados do sistema.
Em pesquisa pelo DataFolha em setembro de 2023, paulistanos afirmaram, em sua maioria, ter notado que o serviço funerário piorou na cidade de São Paulo após as concessões.
No fim de 2023, o deputado Carlos Giannazi (PSOL) apresentou na Câmara Municipal de São Paulo uma proposta de CPI com o objetivo de investigar irregularidades na privatização do serviço funerário. Até fevereiro de 2024, porém, o pedido da CPI do Sistema Funerário seguia parado na gaveta do presidente da Câmara Municipal, o vereador Milton Leite (União Brasil), assim como outras 45 solicitações de investigação formuladas pelos parlamentares, mesmo frente a denúncias de jazigos alagados e caixões de bebês expostos.
Em novembro de 2024, com continuadas críticas ao serviço prestado, o Sindicato dos Servidores Municipais (Sindsep) denunciou que o custo para enterro mais que triplicou em SP com a privatização. Mais tarde, no mesmo mês, em reposta a uma ação do Partido Comunista do Brasil (PCdoB), o ministro do STF Flávio Dino, relator do caso, determinou que a Prefeitura de São Paulo restabeleça a comercialização e cobrança dos serviços funerários nos preços anteriores à privatização.
No mesmo período, uma auditoria do Tribunal de Contas do Município (TCMSP) em dez cemitérios municipais concedidos à iniciativa privada afirmou que foram encontradas "ossadas humanas e restos de material fúnebre expostas por escavações". Em nota, o tribunal disse ainda que “[Além de ossadas] pedaços de madeira e de mantas mortuárias dos caixões também foram registrados pelos auditores junto a resíduos de obras, indicando que as escavações realizadas em área indevida ocasionaram exumações à revelia e descarte de ossadas de forma anônima”. Além disso, moradores têm denunciado falta de transparência e até perda de restos mortais por parte dos cemitérios. Ainda de acordo com a auditoria do TCU, os representantes das concessionárias não comprovaram a destinação das ossadas enterradas nos locais onde houve exumação compulsória. Segundo o órgãos, as empresas apenas mostraram sacos de despojos “em quantidade bem inferior ao total de exumações já feitas”. O TCU também aponta que as empresas estão realizando uma série de obras nas quadras gerais, local onde os sepultamentos eram feitos em contato direto do caixão com o solo. A prática foi extinta em janeiro de 2024, quando o modelo de gavetas de laje passou a ser exigido. Por conta disso, a construção de nichos no solo e columbários (estrutura de múltiplos andares erguida na superfície) gerou uma série de escavações sem que fossem efetuadas prévias e necessárias exumações.
Em janeiro de 2025, concessionárias como Grupo Maya e Velar foram acusadas de cobrar de clientes procedimentos de tanatopraxia indiscriminadamente. As empresas negaram irregularidades, e tanto o prefeito quanto a SP Regula confirmaram que os procedimentos não são obrigatórios, mas que denúncias devem ser feitas se detectadas irregularidades. Posteriormente, frente a investigações da imprensa, Nunes afirmou que se as denúncias forem comprovadas, as concessionárias de cemitérios podem ser multadas ou até mesmo descredenciadas.

##### Publicidade Municipal
Em julho de 2023, a deputada federal Erika Hilton pediu ao Ministério Público que investigasse o prefeito Ricardo Nunes e o secretário de Assistência Social por possível uso indevido de imagens de crianças e adolescentes em situação vulnerável para promover realizações da gestão. O Ministério Público está analisando o caso.
Em agosto de 2023, o Ministério Público de São Paulo iniciou uma investigação sobre aditamentos que aumentaram em 25% os contratos de publicidade da Prefeitura de São Paulo. A Gestão Nunes afirmou que "investimento tem acompanhado o crescimento do orçamento do município e em valores percentuais está abaixo de outras capitais brasileiras".
Em setembro, o PSol aciona MPSP contra suposta propaganda de Nunes em evento oficial.
Em outubro, vereadores de oposição solicitaram investigações sobre pagamentos a jornais de bairro sem transparência clara, questionando a legalidade da propaganda.

A Prefeitura de São Paulo enviou uma nota:
"Todos os processos de pagamentos dos contratos de publicidade das agências Propeg e MWorks seguem rigorosamente os procedimentos administrativos e legais relacionados à execução contratual. O processo SEI nº 6010.2021/0000895-0 é o processo originário do início da licitação até os dias atuais, onde são registrados todos os fatos e atos administrativos, financeiros e jurídicos do contrato entre Prefeitura e as agências. Nele, constam todas as informações, como comprovantes de pagamentos, justificativas de repasse, notas fiscais, ordens de serviço e demais documentos pertinentes. Os demais processos SEI citados pela reportagem se referem a arquivos de comprovação de pagamentos realizados pelas agências, tudo também documentado."
No começo de junho de 2024, o MDB, partido de Ricardo Nunes, entrou com uma ação para impedir a distribuição de panfletos críticos à gestão. Distribuídos pelo PT e organizados pelo PSOL, os panfletos replicavam notícias de veículos de imprensa que apontavam problemas na prefeitura de São Paulo sob Nunes, e ainda que não tenha verificado inverdades, o juiz Paulo Sorci, da 2ª Zona Eleitoral, determinou o fim da distribuição e afirmou "uma manifestação excessiva da liberdade de expressão", considerando que eles podem ser enquadrados como material de cunho eleitoral veiculado antes do período permitido para tal.
A ação chegou a gerar a detenção de cinco mulheres que distribuíam o material, que foram liberadas depois de prestar depoimento. Houve ainda determinação de busca e apreensão dos impressos na sede do PT na capital paulista, mas esse braço da decisão, porém, acabou depois sendo revogado pelo próprio magistrado.
No dia 11 de junho, o MP-SP pediu o encerramento do processo. Contrariando a posição do juiz, o promotor eleitoral Nelson dos Santos Pereira Júnior, afirmou que o material impresso "deve ser entendido como propaganda política partidária, autorizada, inclusive, com a utilização de recursos do Fundo Partidário".

#### Educação
Apesar de anunciar publicamente que zerou as vagas para creches públicas, a gestão Nunes, em 2021, contava com uma fila de 28.592 crianças. Também na educação, o programa alimentar da cidade recebeu um prêmio internacional, que certifica a qualidade das refeições servidas nas creches e escolas do município.
A relação de Ricardo Nunes com a organização social Sobei (Sociedade Beneficente Equilíbrio de Interlagos) também foi questionada após a prefeitura realizar restituições de pagamentos a eles, apesar do TJ-SP indicar que não havia motivo para tal. Isso levou a oposição a pedir que o MP investigasse o caso. Nunes afirmou que a representação contra ele era "perseguição eleitoreira."
Em 18 de dezembro de 2024, a Câmara Municipal de São Paulo aprovou o Projeto de Lei 826/24, de autoria de Ricardo Nunes, que introduziu uma série de mudanças na organização e condições de trabalho dos professores da rede municipal. Entre as alterações apontadas como prejudiciais estão a retirada de direitos trabalhistas, mudanças nos critérios de lotação e readaptação funcional e a suspensão de benefícios financeiros, como a Jornada Especial Integral de Formação (JEIF), para professores em licença médica. Resumidamente, a prefeitura se autorizou a não pagar mais o valor - que equivale, em média, a 33% do salário do docente, segundo o sindicato - para professores que tenham licença médica ou maternidade acima de 30 dias.

##### Merenda Escolar
Depois de denúncias de ordens da prefeitura para a substituição de feijão por alternativas mais baratas nas merendas escolares sem explicação clara, a deputada Tabata Amaral entrou com uma representação contra a prefeitura no Ministério Público para apuração do caso. A SME (Secretaria Municipal de Educação) admitiu a falha na entrega de feijão às escolas em razão de problema com a empresa fornecedora, mas disse que não houve "qualquer perda nutricional aos estudantes". Em nota afirmou: 
"Enquanto a contratação de nova empresa está em andamento, as unidades educacionais possuem recursos financeiros disponíveis e foram orientadas a realizar compra de feijão".
A situação levou Ricardo Nunes a ser chamado de "ladrão de merenda" pelo deputado federal e pré-candidato a prefeito de São Paulo, Guilherme Boulos. Em resposta, o prefeito entrou com uma representação contra ele no TJ-SP, mas esse negou o pedido de indenização, afirmando que, de fato, ele era investigado no MP por desvio de verba da merenda escolar.

#### Infraestrutura

##### Gestão de Obras de Drenagem em São Paulo
Em fevereiro de 2023, após constatar que 101 obras de drenagem que a prefeitura de São Paulo realizou em 2022, 93 foram por dispensa de licitação em regime emergencial, parlamentares da oposição protocolaram no Tribunal de Contas do Município um pedido de investigação a respeito dos contratos. Durante o período analisado, a prefeitura de São Paulo enfrentou desafios em relação à gestão das obras de drenagem, incluindo críticas sobre a dispensa de licitação em regime emergencial.
Embora algumas obras tenham sido rescindidas, a prefeitura informou que outros projetos estão em andamento para melhorar o sistema de drenagem da cidade. Em janeiro de 2024, uma matéria jornalística revelou que em três anos a gestão Ricardo Nunes deixou de gastar quase R$ 1,5 bi em verbas de combate a enchentes em SP. Na mesma época, Nunes disse estar estudando possíveis ações antienchente para Moema, com base em um caso de março de 2023, quando uma idosa morreu afogada dentro do próprio carro, em meio a um alagamento.
Desde janeiro de 2023 até maio de 2024, o Ministério Público de São Paulo abriu 57 procedimentos investigatórios com relação a obras emergenciais, contratadas sem licitação pela gestão Ricardo Nunes, mas não protocolou ações na Justiça até então.

##### Transporte e mobilidade urbana
Em 2022, a gestão da iluminação urbana e dos semáforos da cidade de São Paulo foi cedida à empresa privada Ilumina SP. A Parceria Público-Privada (PPP) entre a Prefeitura de São Paulo e a concessionária tirou da internet a página Sinal Verde, que mostrava ao cidadão paulistano quais os semáforos estavam apagados ou em funcionamento na capital paulista. A administração municipal atribuiu a falta de informação on-line ao início do processo de modernização dos equipamentos.

Em dezembro de 2023, foi implementado o programa "Domingão Tarifa Zero", que oferece transporte público gratuito aos domingos na cidade. A tarifa de ônibus permaneceu congelada por 14 meses, entre março de 2022 e maio de 2024, o maior período de congelamento desde a pandemia, sendo anunciado em dezembro um ajuste para R$5,00 para janeiro de 2025, apesar de falas em sentido contrário no período das eleições municipais de 2024:
Quem é o único prefeito que manteve a tarifa por 4 anos? Sou eu. A tarifa zero no domingo também fui eu quem implementou. Com isso, a gente aumentou em 20% a presença nos parques. Sou sempre a favor de manter a tarifa, o valor da tarifa é política pública de mobilidade e, por isso, mantenho a tarifa congelada. Eu não pretendo aumentar, não existe essa pretensão.
Pouco depois do anúncio do aumento, ainda em dezembro de 2024, atendendo parte de ação popular movida por parlamentares do PSOL, o Tribunal de Justiça de São Paulo deu prazo de 48 horas para a Prefeitura de São Paulo justificar o aumento de 13,6% na tarifa dos ônibus municipais da capital paulista. No início de janeiro, o Tribunal decidiu por manter o reajuste da tarifa, levando a manifestações populares para pressionar o prefeito e o governador.
Ainda em 2023, Nunes tirou R$330 milhões de terminais de ônibus para recapear ruas, desistindo de entregar terminais de ônibus esperados para o período.
O programa "Asfalto Novo", lançado em 2023, visou recuperar e recapear ruas e avenidas da cidade. Em junho de 2024, o Ministério Público de São Paulo (MP-SP) abriu investigação sobre possível ato de improbidade administrativa por parte do prefeito por conta de remanejamento orçamentário para recapeamento de vias da cidade. A acusação deriva de possível remanejamento ilegal de verbas de mais de oito pastas para utilização em recapeamento.
A Faixa Azul, uma faixa exclusiva para motos implementada em 2023, de acordo com a prefeitura, apresentou resultados positivos em seu primeiro ano de funcionamento, com nenhum registro de óbitos. Especialistas afirmam que não há dados que comprovem essa eficácia.
Em novembro de 2024, Nunes afirmou ter o desejo de extinguir a SPTrans e passar a função para a SPRegula, agência que fiscaliza os cemitérios privados em SP.
Em dezembro de 2024, a câmara aprovou uma proposta de Nunes que permitiria a concessão de ciclofaixas à iniciativa privada. A proposta, criticada por ser genérica, incluiria ciclovias, ciclofaixas e outras infraestruturas cicloviárias e centros esportivos no rol de concessões do município.
Nunes terminou seu primeiro mandato sem cumprir sua meta de ciclovias e com manutenção em menos de 10% da malha. A prefeitura prometia inaugurar 300 quilômetros de vias exclusivas para bicicletas até o fim de 2024, mas fechou o ano tendo entregue só um terço disso.

#### Contratos de ônibus e Operação Fim da Linha
Em abril de 2024, o MP-SP deflagrou a Operação Fim da Linha, investigando as empresas Upbus e Transwolff, que operavam com ônibus em São Paulo, por ligações com o PCC para lavagem de dinheiro. A operação, contando com prisões e pedidos de busca e apreensão, contou com dezenas de alvos.
Com a suspeita de envolvimento criminoso dos dirigentes, após determinação judicial, a Prefeitura de São Paulo assumiu a operação das linhas de ônibus das duas empresas, que atuavam respectivamente nas zonas Sul e Leste da capital. No fim de outubro, a Prefeitura notificou as companhias a apresentarem defesa sobre as irregularidades e falhas operacionais apontadas pelas auditorias realizadas pelos interventores, que desde abril administraram as duas companhias.
Em 23 de dezembro de 2024, a Prefeitura de São Paulo decidiu abrir os processos para romper os contratos com as empresas. A decisão foi tomada após reunião realizada pela Secretaria Municipal da Fazenda, Secretaria Executiva de Transporte e Mobilidade Urbana (SETRAM), pela Procuradoria Geral do Município (PGM), Controladoria Geral do Município (CGM) e pela SPTrans. No dia 27 de dezembro, Ricardo Nunes  assinou dois despachos nos quais rescindiu o contrato com as empresas Transwolf e UPBus.

#### Túnel na Rua Sena Madureira

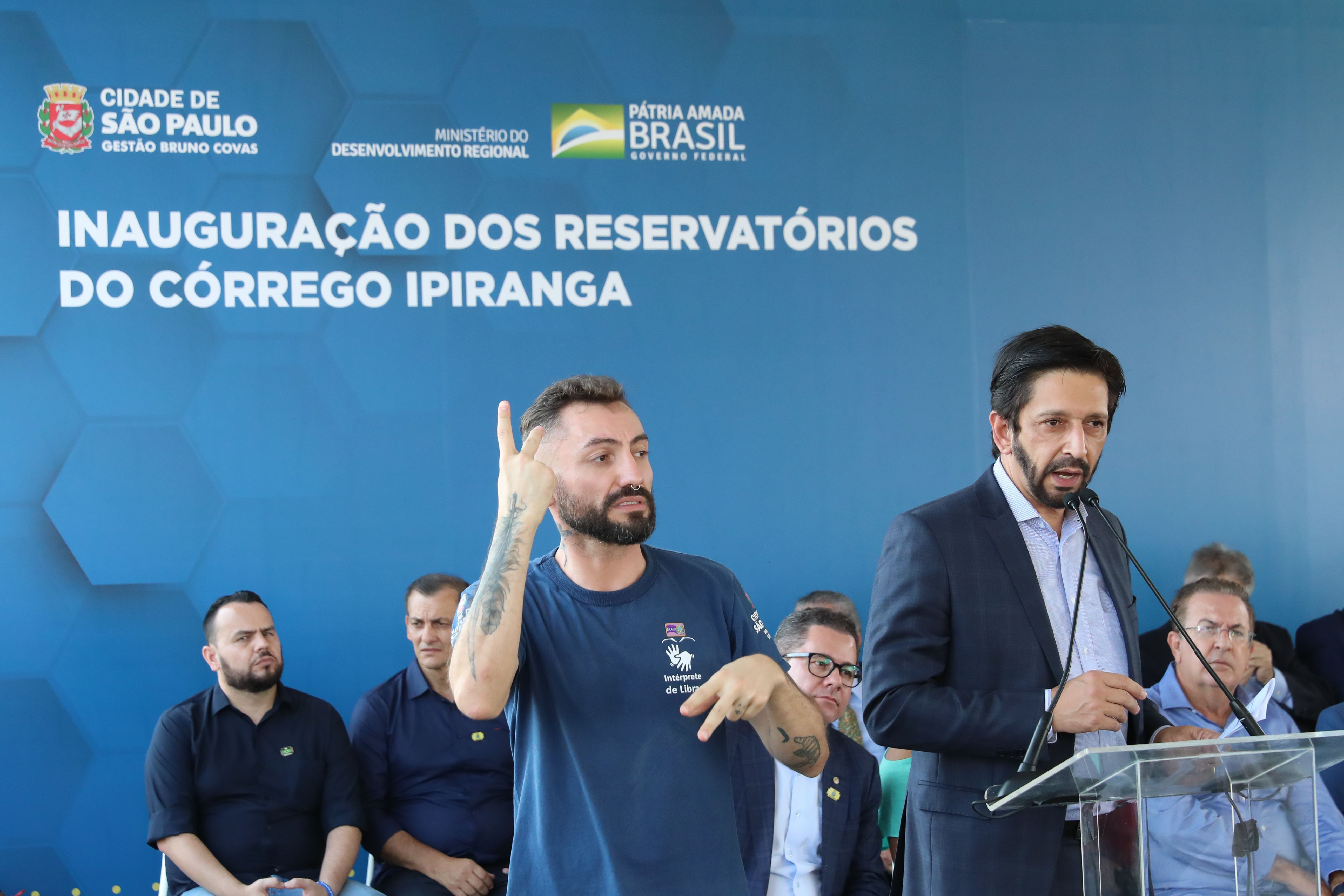
2022 Cerimônia de Inauguração dos Reservatórios do Córrego Ipiranga

A prefeitura de São Paulo, sob a gestão Nunes, decidiu retomar no começo de 2024 um projeto engavetado para a construção de um túnel na Rua Sena Madureira. A licitação, em 2018, foi alvo de investigações na Operação Lava Jato, por estar ligada a uma acusação de fraude, envolvendo uma propina de 1 milhão de reais com o na época prefeito Gilberto Kassab.

Em uma audiência pública para discutir o túnel, Marcos Monteiro, secretário de Infraestrutura e Obras, afirmou que:
“Essa é uma obra prioritária para o prefeito [Ricardo Nunes]. Ele me ligou e falou: ‘Marcos, vamos retomar o túnel Sena Madureira, é um compromisso meu ter essa obra até o final da gestão’. Por isso que a gente pegou e colocou todos os esforços para conseguir retomar esse contrato.”
Além de questionamentos sobre prejuízos para mobilidade, planejamento urbano, meio-ambiente entre outros, a obra foi amplamente criticada por prejuízos à população local. Se levado à cabo, estima-se que o projeto irá derrubar cerca de 200 árvores e deslocar completamente uma comunidade da região. Ainda assim, em setembro o projeto foi iniciado.
Depois de pressão popular e manifestações públicas, o Ministério Público do Estado de São Paulo se envolveu com o caso, instaurando no fim de outubro um inquérito para apurar se houve atos de improbidade administrativa na gestão de Nunes. Apesar disso e dos protestos dos moradores, as obras seguiram, com remoção de árvores, e impacto estrutural na casa de moradores da região. A vereadora Renata Falzoni e o ex-deputado Eduardo Jorge chegaram a ser contidos pela GCM durante uma manifestação contra a obra.
No dia 7 de novembro, o MPSP emitiu um documento para que a gestão de Nunes paralise, imediatamente, as obras. No documento, os promotores Moacir Tomani Junior (de habitação e urbanismo) e Carlos Henrique Prestes Camargo (de meio ambiente) dizem que a retomada da obra ocorreu de forma abrupta e afetando a população. Apesar disso, a prefeitura continuou com o corte de árvores, mesmo com os protestos da população. A prefeitura acionou a GCM para impedí-los de se aproximar das obras.
Como a prefeitura não respondeu à recomendação do MPSP até 12/11/2024, a Promotoria de Meio Ambiente do órgão instaurou uma ação civil pública pedindo a paralisação da construção do túnel, bem como a anulação do contrato de 2011 e a compensação ambiental dos impactos gerados.
No dia seguinte, a Justiça de São Paulo suspendeu a obra e o corte de árvores. Na decisão, o juiz Marcelo Sergio, da 2ª Vara da Fazenda Pública, considerou que era preciso interromper imediatamente, antes de perícia, porque os danos são irreversíveis. Em caso de descuprimento, a multa diária prevista é de R$ 50 mil e de R$ 100 mil por árvore. Ativistas relatam que novos confrontos ocorreram com a GCM mesmo após a decisão da Justiça. A Defensoria Pública do Estado de São Paulo também pediu a suspensão das obras do Complexo Viário Sena Madureira, "devido aos impactos causados nas moradias da comunidade Souza Ramos, localizada ao lado do local da construção."
Por meio de liminar, o juiz Marcelo Sergio, da 2ª Vara da Fazenda Pública, pediu a interrupção da obra pelo risco de prejuízo ambiental irreversível, e nomeou peritos para fazer outra análise sobre os apontamentos levantados pela sociedade civil e pelo Ministério Público. O promotor Carlos Henrique Camargo disse que a Secretaria Municipal de Mobilidade e Trânsito autorizou a derrubada de 172 árvores (78 nativas e 94 exóticas) e que isso “ocasionará irreparável dano ambiental”. Nunes afirmou que irá recorrer.
O portal G1 e a TV Globo encontraram o estudo ambiental feito em 2024 para a obra de dois túneis na Rua Sena Madureira, que tem trechos idênticos a um estudo feito em 2009 para a via e também a outro estudo para a obra do córrego Itaquera, na Zona Leste.

Em fevereiro de 2025, após recomendação do MP identificando a fraude na licitação anterior, Nunes aceitou recomeçar o processo.

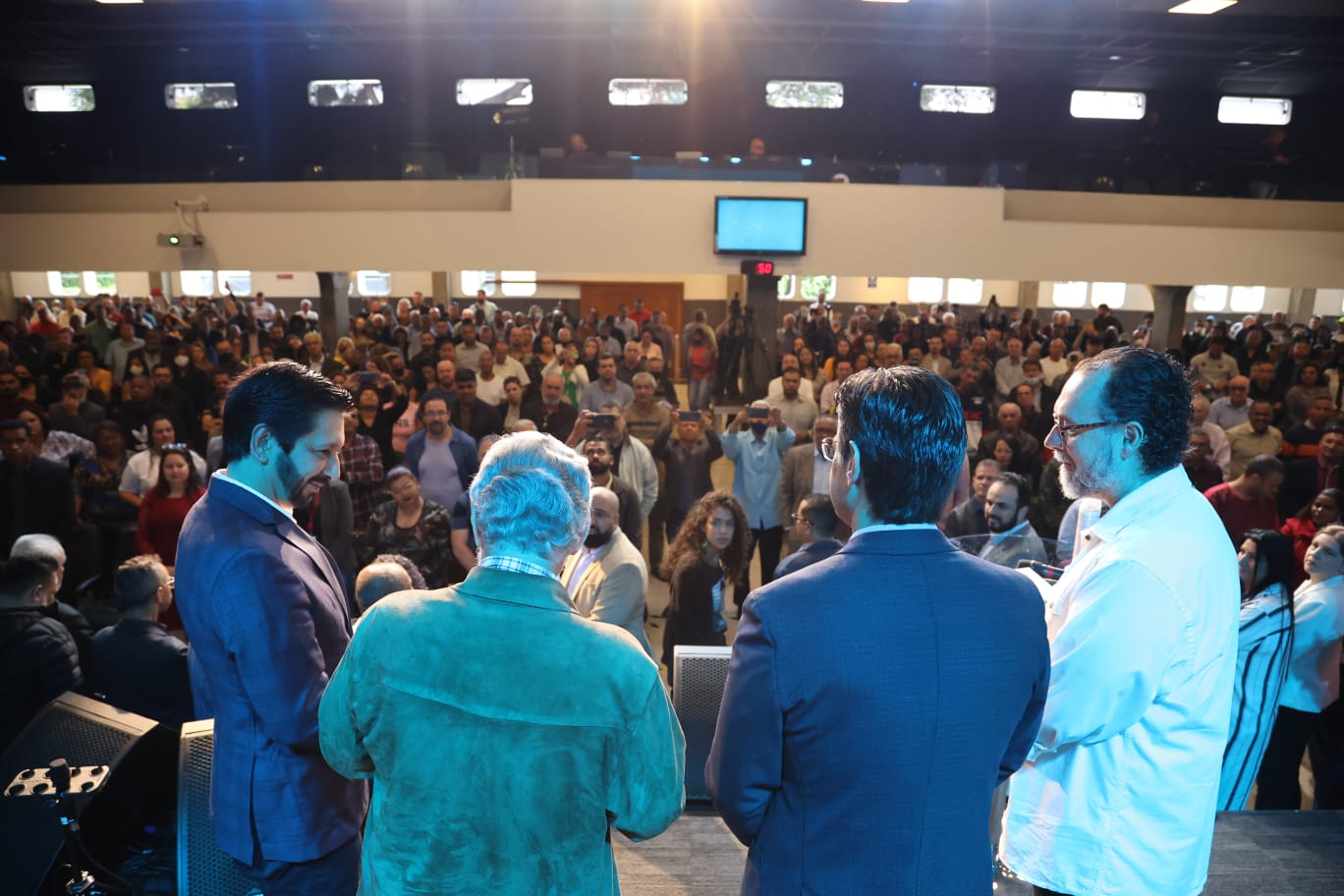
Reunião com líderes evangélicos

##### Contratações e Custos
Em abril de 2023 o MP-SP abriu investigação de Nunes para apurar irregularidade na contratação do aplicativo MobizapSP. Em resposta, a Secretaria Municipal de Mobilidade e Trânsito (SMT) informou que:
“já encaminhou ao Ministério Público as respostas solicitadas da notificação realizada pelo órgão. A SMT esclarece que solicitou ao MP que a análise sobre o MobizapSP fosse realizada conjuntamente com o inquérito civil da CPI dos Aplicativos. Até o momento, a SMT não foi oficialmente informada se o pedido foi acolhido”.
Em agosto do mesmo ano, o Tribunal de Contas do Município de São Paulo encontrou indícios de superfaturamento de insumos e de cortes desproporcionais em obras que incluem tapar buracos em São Paulo.  O deputado e pré-candidato a prefeito de São Paulo, Guilherme Boulos entrou com uma representação contra o prefeito no MPSP pedindo investigação. O prefeito negou as acusações: 
“Não há o que se falar em questão de superfaturamento. É uma irresponsabilidade fazer isso. Vai chegando perto da eleição e, evidentemente, todo mundo vai ficando exaltadinho.”
Em setembro, uma matéria jornalística o acusou de beneficiar ONG ligada a um apadrinhado, processado por corrupção e enquadrado na Maria da Penha.
Em outubro, foi acusado pelo deputado Kim Kataguiri de contratar empresa por R$43 milhões sem licitação.
Em novembro do mesmo ano, parlamentares do PSOL acionaram o Ministério Público de São Paulo e o Tribunal de Contas do Município e solicitaram uma investigação sobre o uso de recursos públicos pela prefeitura. O pedido se baseou em uma matéria jornalística apontando que Nunes gastou 295% a mais em obras sem licitação do que os últimos quatro prefeitos juntos. A equipe de Nunes afirma que as obras ocorrem "pelo agravamento das situações de risco" e após os procedimentos legais. Em nota, a Secretaria Municipal de Infraestrutura Urbana e Obras, diz que “todas as contratações seguem estritamente as diretrizes da legislação vigente.” 

#### Prevenção da dengue
Em janeiro de 2024, o Ministério Público de São Paulo passou a investigar Ricardo Nunes e seu secretário de saúde Luiz Carlos Zamarco por improbidade administrativa em um caso de superfaturamento de armadilhas de mosquito. A prefeitura pagou R$ 400 por unidade de armadilha de disseminação de inseticidas contra o mosquito da dengue para a empresa Biovec Comércio de Saneantes, valor que seria indicado como 40 vezes superior ao normal. Em nota, a Secretaria Municipal de Saúde afirma que optou, 
"com realização de processo licitatório, pelo modelo In2care, após estudos iniciados em 2019 e testes feitos em 2020 e 2021 nos distritos de Cachoeirinha e Brasilândia, [na zona norte da capital]"
Em janeiro de 2025, a Controladoria-Geral do Município iniciou uma sindicância para apurar suspeitas de irregularidades na contratação e no uso das armadilhas. Além de investigações de corrupção, se baseiam em indícios de que a falta de manutenção adequada poderia ter transformado as armadilhas em criadouros de mosquitos, podendo ser responsáveis pela explosão de casos e de mortes por dengue no ano de 2024.

#### Cultura e Eventos
Durante sua gestão, a cidade recebeu pela primeira vez o The Town, um dos maiores festivais de música do mundo, organizado pelos mesmos responsáveis pelo Rock in Rio. Ainda sob sua administração, o contrato da Fórmula 1 na cidade de São Paulo foi renovado até 2030. Com essa conquista, a capital paulista se tornou a única cidade do mundo a sediar os três principais eventos automobilísticos da FIA: Fórmula 1, Fórmula E e WEC.
Em 2024, Nunes deixou de adquirir 10 milhões de exemplares de livros previstos para o período, segundo o Sindicato dos Trabalhadores na Administração Pública e Autarquias no Município de São Paulo (Sindsep). Os livros seriam destinados ao programa Minha Biblioteca e à Sala de Leitura da Secretaria Municipal de Educação, que é considerado o maior e mais relevante projeto de sua natureza no Brasil, em nível municipal. Criado para promover a leitura e torná-la mais acessível, o programa Minha Biblioteca é voltado para as crianças que estudam nas escolas públicas, do infantil ao fundamental. A compra, prevista para o primeiro trimestre deste ano, não foi assinada pelo prefeito, o que resultou na não entrega de milhões de livros aos leitores das escolas públicas municipais.
Em 20 de dezembro de 2024, Ricardo Nunes sancionou um projeto de lei que retira o limite de ruído para shows e grandes eventos na cidade. A medida, aprovada pela Câmara Municipal, foi publicada em uma edição extra do Diário Oficial do Estado e entrou como um “jabuti” no texto que facilita a expansão de um aterro sanitário em São Mateus, zona leste. O texto propõe a remoção de cerca de 10.000 árvores e prorroga a “anistia” a imóveis irregulares por mais um 1 ano. As mudanças, que afetam o Plano Diretor e a Lei de Zoneamento, têm enfrentado críticas de associações de moradores e organizações sociais. Nunes defendeu a legislação, destacando a importância de grandes eventos para a economia local. Especialistas e vereadores criticaram a inclusão das alterações no Psiu (Programa Silêncio Urbano) em uma proposta originalmente voltada para a expansão do aterro de São Mateus. O vereador Celso Giannazi anunciou que entrará com uma ação contra a mudança. A legislação estabelece que eventos de grande porte e atividades educacionais não serão penalizados pelo Psiu.

##### Organização do Carnaval 2024
A gestão do Carnaval de 2024 em São Paulo foi alvo de críticas, em especial por conta da gestão dos blocos de rua. Representantes alegaram falta de recursos financeiros, falta de organização da prefeitura sob a gestão de Ricardo Nunes para viabilizar o evento e pouco tempo entre a licitação para a definição do patrocinador da prefeitura e o evento. Tudo isso levou à desistência de mais de uma centena de blocos na capital.

Em paralelo, a prefeitura pagou R$ 2,1 milhões ao Grupo Top, em parcela única, para que crianças e adolescentes tivessem um espaço do município para formação durante os dias do desfile das escolas de samba no Carnaval, no Sambódromo do Anhembi. No entanto, o dinheiro foi utilizado para a criação de um camarote open bar. O contrato foi firmado sem licitação e com parecer contrário da Procuradora. O ex-secretário municipal da Cultura, Nabil Bonduki, afirmou que entrará com uma representação no Ministério Público para investigar “esse e outros absurdos promovidos pela prefeitura na gestão do Carnaval”. A prefeitura de São Paulo respondeu que 
"Nega estar pagando camarote com bebidas para jovens e adolescentes. A SMC (Secretaria Municipal de Cultura) esclarece que o Camarote da Cultura foi uma iniciativa sociocultural que deu oportunidade para que alunos dos programas de formação pudessem ter a chance de cobrir os ensaios do Carnaval 2024. No evento, os menores de idade foram devidamente identificados e não puderam consumir bebidas alcoólicas."

#### Acusações de irregularidades em eventos de esportes
Em 2024, de acordo com uma auditoria da Controladoria Geral da União (CGU) a gestão Ricardo Nunes contratou por R$ 3 milhões uma ONG sem funcionários registrados ou instalações próprias para fazer eventos de esportes radicais, aponta uma auditoria da CGU (Controladoria Geral da União).
De acordo com a apuração, a Associação Liga de Esportes, Esportes Radicais e Recreativos foi a única interessada em um chamamento feito pela Prefeitura de São Paulo. A Controladoria ainda afirma que a entidade não tinha capacidade técnica para fazer o evento integralmente e terceirizou a contratação para todas as atividades propostas.
Os valores vieram de uma emenda Pix da deputada federal Renata Abreu. A auditoria foi feita para atender a uma decisão do ministro Flávio Dino, do Supremo Tribunal Federal, no âmbito de ação direta de inconstitucionalidade movida pela Associação Brasileira de Jornalismo Investigativo (Abraji), sobre esse tipo de gasto.
A Secretaria de Esportes fez um chamamento público para a realização do evento “Arena Esportiva Radical – II”, que viria a acontecer no Parque de Esportes Radicais, no Bom Retiro, na Avenida Paulista e também em um Centro Educacional Unificado (CEU). A Controladoria apurou que o quadro societário da entidade é formado apenas pelo presidente, “sendo que, em consulta à Relação Anual de Informações Sociais (RAIS), constatou-se que a OSC não possui funcionários registrados”. Além disso, as 32 atividades previstas no projeto foram realizadas integralmente por outras empresas, e há suspeita da não realização de outras.

#### Habitação e Assistência Social
Com uma proposta de combater o déficit habitacional de São Paulo, Nunes lançou o "Pode Entrar". Em dezembro de 2022, Nunes lançou o programa Vila Reencontro, baseadas no conceito de "housing first". Através dos seus programas, Nunes estimou a entrega de 100.000 casas até o fim de seu mandato, em dezembro de 2024, mas até fevereiro, o número ainda não chegava em 10.000, levando a cobranças de movimentos sociais e opositores.
Em maio de 2024, a Justiça de São Paulo determinou a anulação de todas as fases da licitação relacionada ao programa habitacional Pode Entrar, proposto pelo prefeito. A decisão atendeu a um pedido feito pelo empresário Cesar Aledo, que questionava uma alteração no edital do programa, cinco dias antes da abertura dos envelopes contendo as propostas das empresas, em 21 de janeiro. À época, os envolvidos afirmaram que as mudanças feitas no edital eram significativas e que o prazo para adequação era curto demais. A decisão tem caráter liminar.
Em novembro de 2024, a Justiça de São Paulo declarou como inconstitucionais os projetos Auxílio Reencontro e Vila Reencontro. A medida acatou uma Ação Direta de Inconstitucionalidade (ADI) movida pelo Ministério Público do estado (MPSP) que questionava o processo de criação desses projetos. Segundo o MPSP, as políticas foram construídas sem a devida participação popular e não contaram com a consulta de órgãos ligados às pessoas em situação de rua, e, por isso, contrariam os princípios constitucionais para a criação de políticas públicas.
Em janeiro de 2025, o Ministério Público de São Paulo entrou na Justiça para que a Prefeitura de São Paulo seja obrigada a fiscalizar e controlar a venda de apartamentos que deveriam ser destinados à população de baixa renda. O órgão também solicitou que sejam interrompidos novos pedidos de certificado de conclusão de imóveis sob suspeita de fraude. Para basear a investigação, promotores se basearam em 560 casos suspeitos de venda irregular de unidades de moradia de interesse social (HIS) e de mercado popular (HMP). O prefeito afirmou que seguirá multando e cobrando aqueles que cometerem irregularidades, e a secretaria de habitação e a prefeitura confirmaram o endurecimento de regras para evitar fraudes do tipo.

##### Investigação sobre remoção de barracas de moradores de rua
Em fevereiro de 2023, o Ministério Público de São Paulo instaurou um inquérito para investigar a ação da Prefeitura de São Paulo de retirar as barracas da população em situação de rua do centro da cidade. A investigação surgiu com base em denúncias da oposição após declarações do prefeito de que “há vagas de moradia para todas as pessoas que desejaram e, por isso, não haveria necessidade de ficaram na rua”, e do subsecretário da Sé, que sugeriu que poderia ser utilizada “munição química” para a retirada de moradores e possíveis usuários de drogas.Na abertura do inquérito, a promotora Anna Trotta Yaryd afirmou que declarações do coronel Camilo “configuram, sem sombra de dúvidas, um desvio de função no que diz respeito ao regulamento municipal das atividades de zeladoria urbana". O MP proibiu a remoção de barracas, requisitando também um plano estruturado de atendimento à população em situação de rua.

##### Investigações sobre irregularidades relativas ao Plano Diretor e leis de zoneamento
Em junho de 2023, o MP foi acionado para apurar possíveis irregularidades no Plano Diretor em troca de apoio a Ricardo Nunes. O vereador Adilson Amadeu (União Brasil) pediu, por mensagem, apoio de grandes construtoras à reeleição de Ricardo Nunes em troca de ter acatado a maioria dos pedidos delas no projeto de revisão do Plano Diretor Estratégico da capital paulista. O vereador confirmou o teor das mensagens, mas não viu irregularidade na execução. A prefeitura se posicionou como sem relação com o caso, afirmando que a iniciativa foi do vereador. O texto da proposta do Plano Diretor foi sancionado por Ricardo Nunes com vetos.
Em agosto do mesmo ano, o Ministério Público do Estado abriu um inquérito contra a Prefeitura de São Paulo para investigar a falta de transparência no processo de revisão da Lei de Zoneamento da cidade. Segundo a promotoria de urbanismo, a gestão municipal deveria ter divulgado informações que serviram de base para a elaboração da proposta que deveria ser enviada à Câmara ainda nessa semana, mas não o fez durante o processo de audiências públicas do plano.
A liberação de construção de prédios altos próximos a miolos e centros de bairro foi um ponto de discussão, com expectativa ao redor da decisão ou não de veto do prefeito até janeiro de 2024. Posteriormente, esses pontos foram vetados.
Em março de 2024, o Tribunal de Justiça de São Paulo (TJSP) determinou que a Fundação para o Desenvolvimento Tecnológico da Engenharia (FDTE) devolvesse R$ 545 mil aos cofres da cidade de São Paulo. A fundação foi contratada sem licitação pela gestão de Ricardo Nunes para revisar o Plano Diretor da capital paulista. O TJSP entendeu que a Prefeitura não poderia ter feito a contratação sem licitação e que a empresa também não tem competência técnica para executar a tarefa. Além disso, a gestão municipal já conta com uma equipe especializada em plano diretor.

#### Venda de direitos de nome do Largo da Batata
Em dezembro de 2024, sob a gestão de Nunes, a marca Ruffles adquiriu direitos de nome da praça em troca de um pagamento de R$ 1,1 milhão e a promessa de revitalização do espaço. A decisão foi desfeita em seguida, sob críticas de especialistas e da população, ainda mais por não ter passado por avaliação da Comissão de Proteção à Paisagem Urbana.

Em 19 de dezembro, após denúncia do vereador eleito Nabil Bonduki, o MP pediu esclarecimentos à gestão Nunes sobre a concessão da praça. A promotoria deu dez dias para que Prefeitura de SP e empresa apresentem razões do contrato. O promotor José Carlos Blat, da Promotoria de Justiça do Patrimônio Público e Social da Capital, afirmou ver indícios de "concessão ilegal do espaço público às empresas representadas e cessão fraudulenta do nome da praça". O executivo municipal afirmou que ainda não foi notificada e, quando isso ocorrer, tomará medidas que considerar cabíveis.

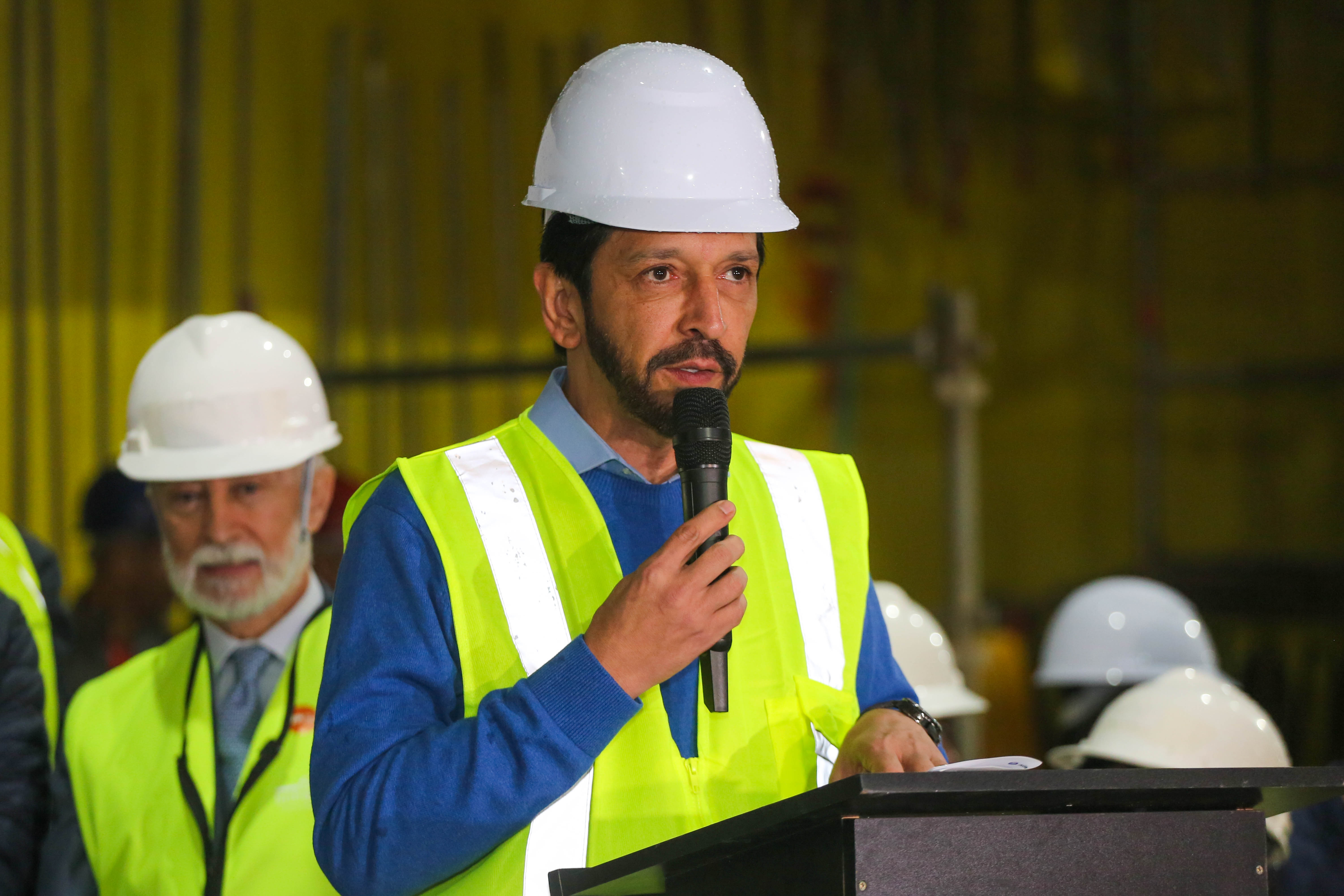
Chegada da Tuneladora na Estação Sesc Pompéia

#### Segurança Pública
Durante seu mandato como prefeito de São Paulo, Nunes se destacou como defensor do papel da Guarda Civil Metropolitana (GCM) na segurança pública da cidade. Em sua gestão, o número de agentes da GCM foi significativamente ampliado, com a contratação de mais de mil novos servidores. Reconhecendo a importância da tecnologia e da inteligência artificial no combate à criminalidade, Nunes adotou o uso dessas ferramentas como bandeiras de sua gestão. Uma das principais iniciativas nesse sentido foi o projeto Smart Sampa, que propõe a instalação de 20 mil câmeras inteligentes de segurança na capital paulista, o projeto também prevê a integração de diversos órgãos públicos, visando aumentar a agilidade na resolução de problemas e a precisão na formulação de políticas públicas de segurança.

#### Cracolândia
Em abril de 2024, a prefeitura de São Paulo abriu uma licitação para a construção de um muro de 40 metros com gradis na Cracolândia, no Centro da cidade, na Rua General Couto Magalhães, na região da Santa Ifigênia, perto da estação da Luz. A obra foi finalizada em meados de junho. A construção substituiu um tapume que tinha a mesma função, de delimitar uma área e isolar os dependentes químicos, bem como favorecer a segurança de pessoas em situação de vulnerabilidade, moradores e trabalhadores que transitam pelo bairro. A medida, porém, foi criticada por ativistas, que a compararam com um campo de concentração, relatando que os usuários são conduzidos por guardas civis para a mesma área, e que essa atuação impediu movimentos sociais de se aproximarem mesmo para ações filantrópicas.
No dia 15 de janeiro de 2025, após cobertura pela imprensa, a Defensoria Pública de São Paulo emitiu um ofício recomendando que a Prefeitura retirasse os gradis, o muro e qualquer barreira física colocada na Rua dos Protestantes. O STF também foi acionado por parlamentares do PSOL, que pediam a demolição do muro, levando a um pedido de esclarecimentos no dia 16 de janeiro.

#### Saúde Pública

##### Aborto Legal
Em dezembro de 2023, a Prefeitura de São Paulo suspendeu temporariamente os procedimentos de aborto legal no Hospital Municipal e Maternidade da Vila Nova Cachoeirinha. Isso levou algumas mulheres a buscarem atendimento em outros estados. Após ordens judiciais, os serviços foram retomados, e o prefeito afirmou que a cidade continuaria a realizar abortos permitidos por lei.
Posteriormente, foi revelado que a prefeitura havia copiado dados de prontuários de pacientes que passaram por aborto legal no hospital, sem autorização dos pacientes ou ordem judicial. Em dezembro de 2024 o Conselho Regional de Medicina do Estado de São Paulo (Cremesp) foi proibido pelo STF de requisitar prontuário de pacientes que fizeram aborto legal. A Secretaria de Saúde da gestão Nunes confirmou ao órgão que realmente enviou os prontuários ao Cremesp, e o MPF pediu condenação do Cremesp por abuso de autoridade contra médicos que fizeram aborto legal em SP, pedindo R$ 500 mil em indenização por danos morais por abuso de autoridade contra os médicos que realizaram aborto legal em hospitais de São Paulo.

#### Assistência Social

##### Cadastro Único
Em setembro de 2023, uma pesquisa da UFMG revelou defasagem no Cadastro Único (CadÚnico). O Ministério Público de São Paulo tomou medidas legais contra a prefeitura de São Paulo devido à manutenção abaixo da média nacional na atualização do CadÚnico. Uma liminar exigindo a reserva de recursos foi emitida, mas posteriormente suspensa pelo Tribunal de Justiça de São Paulo (TJ-SP). A gestão municipal não realizou licitação para contratação de pessoal para serviços de cadastramento, deixando de receber R$2,4 milhões em repasses da União.

#### Manifestação em apoio a Jair Bolsonaro e homenagem a Michelle Bolsonaro

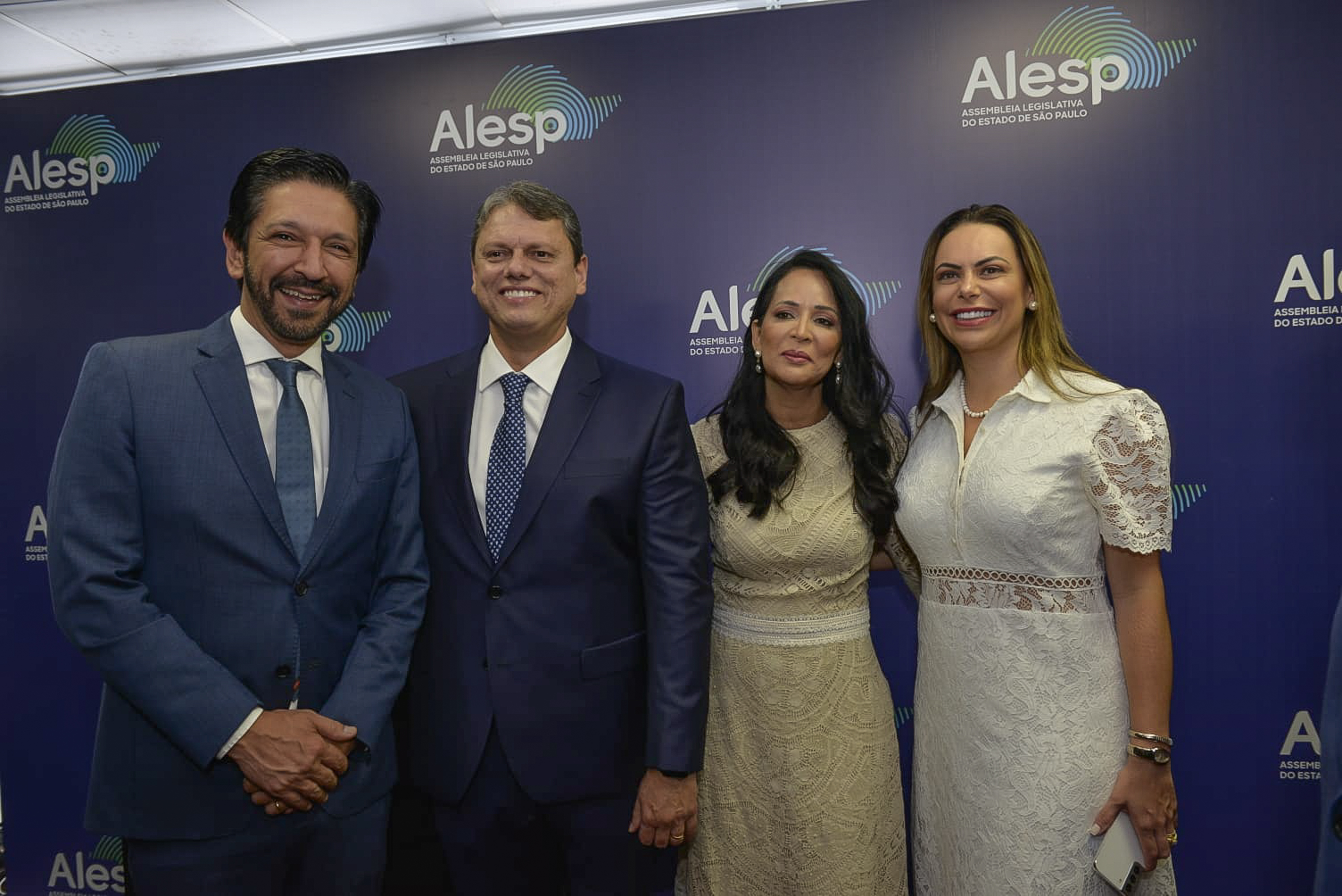
Sessão solene de posse do novo governador do estado de São Paulo Tarcísio de Freitas na Assembleia Legislativa de São Paulo 11

Em 25 de fevereiro de 2024, Nunes participou de uma manifestação em apoio a Jair Bolsonaro, realizada na Avenida Paulista, em São Paulo. Antes da manifestação, Bolsonaro recebeu Nunes no Palácio dos Bandeirantes, sede do governo paulista, onde Bolsonaro estava hospedado. O encontro foi breve e contou com a presença de Tarcísio de Freitas.
Em 22 de janeiro de 2024, o governador de São Paulo, Tarcísio de Freitas, afirmou que o ex-presidente Jair Bolsonaro deve apoiar a reeleição de Nunes nas eleições de 2024.
Em março de 2024, Ricardo Nunes defendeu o uso do Theatro Municipal de São Paulo para uma solenidade de entrega do título de cidadã paulistana à ex-primeira-dama Michelle Bolsonaro (PL). O prefeito disse se tratar de um espaço público, que tinha horário vago, e afirmou que os questionamentos contrários demonstram intolerância e perseguição política. Integrantes do PSOL acionaram a Justiça e os Ministérios Público e Eleitoral contra a cessão do espaço. Para os parlamentares, havia finalidade eleitoral na decisão do prefeito. O TJ-SP atendeu o recurso e vetou a homenagem, alegando fins políticos e eleitorais.
Frente à promessa de descumprimento da medida, a deputada federal Erika Hilton (PSOL-SP) chegou a pedir à Justiça a prisão em flagrante do prefeito, do presidente da Câmara dos Vereadores Milton Leite (União Brasil) e do vereador Rinaldo Digilio (União) se a homenagem ilegal a Michelle Bolsonaro fosse mantida. Esses ainda recorreram, mas o TJ-SP manteve o veto, com pena de R$50.000,00 por descumprimento.
Os vereadores ignoraram a medida e mantiveram a homenagem, que ocorreu no dia 25 de março. O PSOL denunciou a prefeitura e mesmo com a apresentação do recibo de pagamento de R$ 100 mil de aluguel do teatro pelo vereador Rinaldi Digilio, a juíza Paula Micheletto entendeu que o prefeito de SP e a Câmara de Vereadores descumpriram a decisão do desembargador que determinou que a honraria fosse entregue na sede do Poder Legislativo, cumprindo a pena de multa de R$ 50 mil.

## Desempenho eleitoral
| Ano  | Eleição                | Cargo            | Partido                                     | Partido | Coligação                                               | Vices/Titulares | Votos     | Votos           | Votos           | Votos           | Resultado       | Ref     |
| Ano  | Eleição                | Cargo            | Partido                                     | Partido | Coligação                                               | Vices/Titulares | T.        | Total           | %               | P.              | Resultado       | Ref     |
| ---- | ---------------------- | ---------------- | ------------------------------------------- | --- | ------------------------------------------------------- | --------------- | --------- | --------------- | --------------- | --------------- | --------------- | ------- |
| 1992 | Municipal de São Paulo | Vereador         |                                             | PMDB | São Paulo Melhor (PMDB, PDT, PSD, PPS, PTdoB, PRP, PTR) | —               | 1°        | Sem Informações | Sem Informações | Sem Informações | Não Eleito      | [ 224 ] |
| 2012 | Municipal de São Paulo | Vereador         | São Paulo em 1° Lugar (PMDB, PSL, PSC, PTC) | PMDB | 1°                                                      | —               | 30.747    | 0,54%           |                 | Eleito          | [ 225 ]         |         |
| 2016 | Municipal de São Paulo | Vereador         | União por São Paulo (PMDB, PSD)             | PMDB | 1°                                                      | —               | 54.692    | 1,02%           |                 | Eleito          | [ 226 ]         |         |
| 2018 | Estadual de São Paulo  | Deputado Federal | MDB                                         | Partido Isolado Movimento Democrático Brasileiro                                                                | 1°                                                      | —               | 47.258    | 0,22%           |                 | Não Eleito      | [ 227 ]         |         |
| 2020 | Municipal de São Paulo | Vice-prefeito    | MDB                                         | Todos por São Paulo (PSDB, MDB, PODE, PP, PSC, PL, Cidadania, DEM, PTC, PV, PROS)                               | Titular: Bruno Covas (PSDB)                             | 1°              | 1.754.013 | 32,85%          | 1°              | Segundo Turno   | [ 228 ] [ 229 ] |         |
| 2020 | Municipal de São Paulo | Vice-prefeito    | MDB                                         | Todos por São Paulo (PSDB, MDB, PODE, PP, PSC, PL, Cidadania, DEM, PTC, PV, PROS)                               | Titular: Bruno Covas (PSDB)                             | 2°              | 3.169.121 | 59,38%          | 1°              | Eleito          | [ 228 ] [ 229 ] |         |
| 2024 | Municipal de São Paulo | Prefeito         | MDB                                         | Caminho Seguro para São Paulo (MDB, PL, PP, REP, UNIÃO, PSD, Solidariedade, Agir, Avante, PRD, MOBILIZA e PODE) | Vice: Cel. Mello Araújo (PL)                            | 1°              | 1.801.139 | 29,48%          | 1°              | Segundo Turno   | [ 230 ] [ 231 ] |         |
| 2024 | Municipal de São Paulo | Prefeito         | MDB                                         | Caminho Seguro para São Paulo (MDB, PL, PP, REP, UNIÃO, PSD, Solidariedade, Agir, Avante, PRD, MOBILIZA e PODE) | Vice: Cel. Mello Araújo (PL)                            | 2°              | 3.393.110 | 59,35%          | 1°              | Eleito          | [ 230 ] [ 231 ] |         |